# グリザイユ

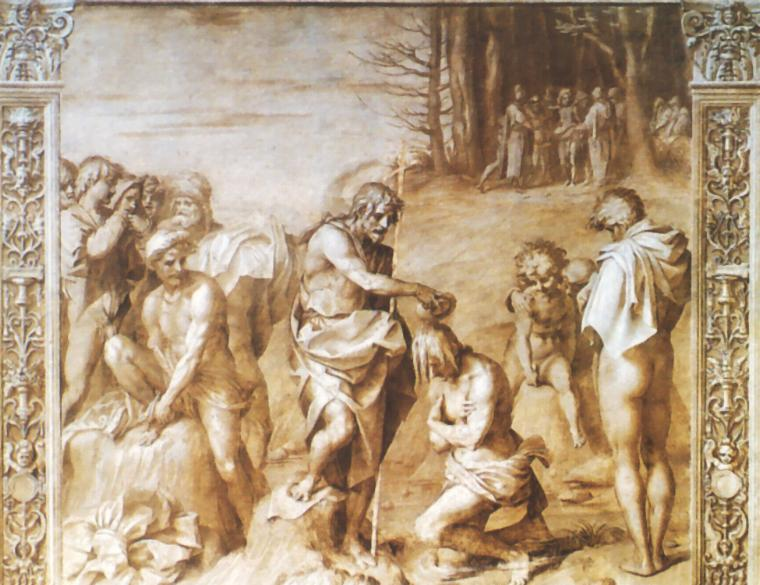
アンドレア・デル・サルト『キリストの洗礼』フィレンツェ、スカルツォ回廊の灰色と茶色のグリザイユのフレスコ画（1511年 - 1526年）

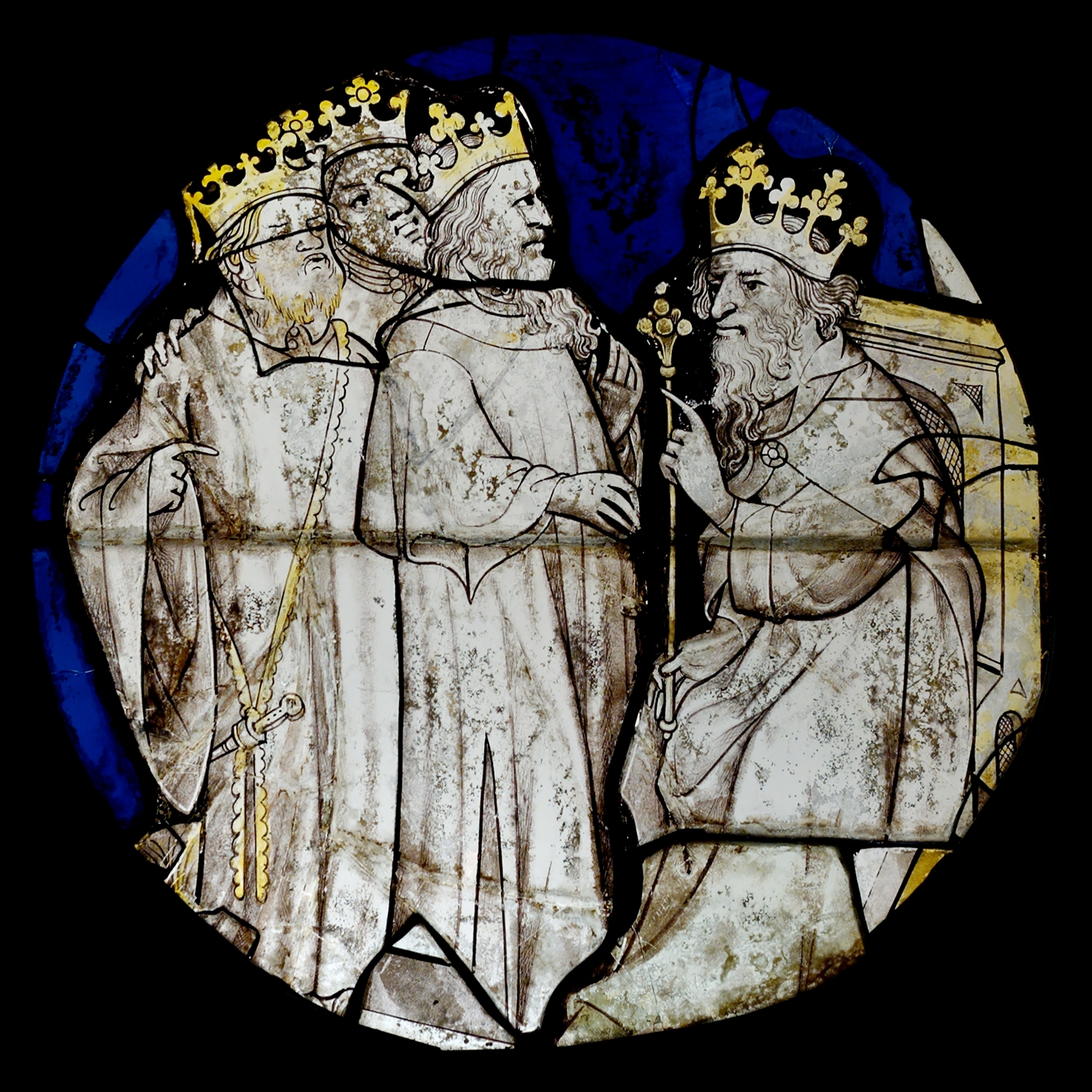
ヘロデの前の東方の三博士を描いた15世紀初期のフランスのステンドグラス。グリザイユが使われている（1999年復元）

グリザイユ（フランス語: grisaille, grisは「灰色」の意味）とはモノクロームで描かれた絵画のこと。装飾では、レリーフの中にものを描くために用いられる。色は一般に灰色か茶色が使われるが、少しだけ他の色がつくこともある（右のアンドレア・デル・サルトの絵を参照）。グリザイユの絵画はモノクロームということでデッサンに似ている。写真でいうと「セピア調」にあたる。イタリアでは「grisaglia」あるいは「キアロスクーロ」に該当し、「グリザイユ」は別の意味を持つ（it:Grisailleを参照）。
グリザイユは、それ自体を目的とした装飾として、油彩の下絵として、エングレービングの元絵として使うことができる。色をフルに塗るには多くの画家と時間が必要で、手早く安価に仕上げるためにグリザイユが使われることが多かった。もちろん、美学的効果としてグリザイユが使われることもあった。

## グリザイユの例
ジョットはスクロヴェーニ礼拝堂のフレスコ画の下列にグリザイユを用い、ヤン・ファン・エイクは『ヘントの祭壇画』などの三連祭壇画の翼の外側（翼は通常閉じられているので、その時は表になる）にグリザイユの人物像を描いた。どちらの場合も、彫刻のイミテーションを意図していた。
システィーナ礼拝堂の天井のフレスコ画は一部がグリザイユで描かれている。ハンプトン・コート宮殿のアントニオ・ヴェッリオ（Antonio Verrio）による大階段の装飾の下の部分もグリザイユである。
ネーデルラントのグリザイユの伝統はマルティン・ファン・ヘームスケルク（Marten Jacobszoon Heemskerk）、ヤン・ブリューゲル (父)、ヘンドリック・ホルツィウス、それにアドリアン・ファン・デ・フェンネ（Adriaen van de Venne）の夥しい作品を経て、レンブラントやヤン・ファン・ホイエン（Jan van Goyen）のサークルまで遡ることができる。
装飾写本はしばしば使える色の制限からペンと水彩で描かれた。ジャン・ピュッセル、マシュー・パリスらはそれを専門とした。アンドレア・マンテーニャ、ポリドーロ・ダ・カラヴァッジオといったルネサンスの画家たちはしばしば古典風の効果を狙って、つまり古典期の彫刻レリーフやローマ美術を模して、グリザイユを使った。
「グリザイユ」という語はエナメルのモノクロームの絵付けにも使われる。窓に用いられたグリザイユ・ガラスの好例はヨーク大聖堂（York Minster）の北側の翼廊の端にある『5人姉妹の窓』である。